# (328) Гудрун
(328) Гудрун (нем. Gudrun) — крупный астероид главного пояса, который принадлежит к светлому спектральному классу S. Он был открыт 18 марта 1892 года немецким астрономом Максом Вольфом в обсерватории Хайдельберг в Германии и назван в честь Gudrun, персонажа германо-скандинавской мифологии, которая в «Песне о Нибелунгах» упоминается как Кримхильда, и является главной героиней эпоса «Кудрун»

Орбита астероида Гудрун и его положение в Солнечной системе
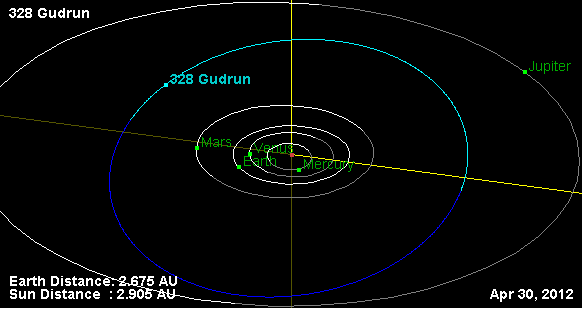
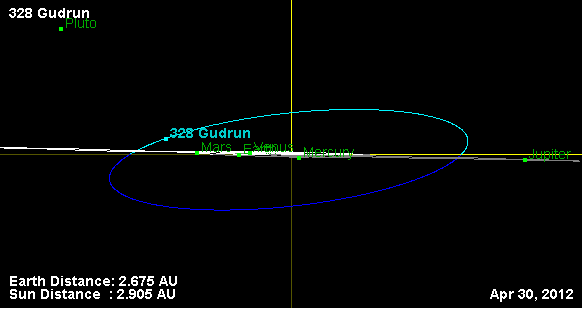